# 纳萨克
纳萨克是格陵兰南部库亚莱克市镇的一个城镇。该镇人口约1700人。“纳萨克”在格陵兰语中意为“平地”，即纳萨克所在的平地。纳萨克周围海域的生物有鲸、鲑鱼、海豹等。该地区数千年前即有人类居住。直到1953年，该地首个渔业工厂建立，该地人口才有显著增加。1959年，该镇人口超过600人。